# Richard Krebs (atleta)
Richard Krebs (Alemania, 30 de julio de 1906-29 de junio de 1996) fue un atleta alemán, especialista en la prueba de 4x400 m en la que llegó a ser subcampeón olímpico en 1928.

## Carrera deportiva
En los JJ. OO. de Ámsterdam 1928 ganó la medalla de plata en los relevos de 4x400 metros, con un tiempo de 3:14.8 segundos, llegando a meta tras Estados Unidos y por delante de Canadá (bronce), siendo sus compañeros de equipo: Harry Werner Storz, Otto Neumann y Hermann Engelhard.